# Onorificenze di Capo Verde
Elenco delle onorificenze e degli ordini di merito e cavallereschi distribuiti di Capo Verde.

## Onorificenze
| Nastro | Onorificenza                 |
| ------ | ---------------------------- |
|        | Ordine di Amilcare Cabral    |
|        | Ordine dell'albero del drago |

## Medaglie militari e di benemerenza
| Nastro | Onorificenza                                                   |
| ------ | -------------------------------------------------------------- |
|        | Medaglia al merito militare di Jaime Mota                      |
|        | Medaglia del vulcano                                           |
|        | Medaglia al merito                                             |
|        | Distinguished Service Medal                                    |
|        | Medaglia della stella d'onore delle forze armate di Capo Verde |
|        | Medaglia alle virtù militari                                   |
|        | Medaglia per servizio rilevante                                |
|        | Medaglia di buona condotta                                     |
|        | Medaglia per i volontari delle forze armate di Capo Verde      |